# Richard Chaves
Richard John Chaves (n. 9 de octubre de 1951) es un actor estadounidense de cine, teatro y televisión.
Chaves ayudó a escribir el guion para la aclamada obra de teatro Tracers. A finales de los años 1980 alcanzó la popularidad interpretando a "Poncho", uno de los soldados que se enfrentan a un extraterrestre en la película de terror Depredador. Luego interpretó al Coronel Ironhorse en la serie de televisión War of the Worlds, además de realizar papeles en otras películas de menor renombre.

## Filmografía

### Cine
- 1981 Fire on the Mountain
- 1985 Witness
- 1985 Cease Fire
- 1986 Penalty Phase
- 1987 Kenny Rogers as The Gambler, Part III: The Legend Continues
- 1987 Depredador
- 1988 Onassis: The Richest Man in the World
- 1988 To Heal a Nation
- 1989 L.A. Takedown
- 1992 Night Eyes II
- 1994 Night Realm
- 1996 Baja Run
- 1997 Weapons of Mass Distraction
- 1998 Lone Greasers
- 2007 Blizhniy Boy: The Ultimate Fighter
- 2008 Lost Warrior: Left Behind
- 2009 Dark House